# Campeón sin corona
Campeón sin corona és una pel·lícula mexicana dirigida per Alejandro Galindo basada en la biografia del boxador Rodolfo Casanova, l'auge inicial del qual i estrepitosa caiguda representen el mite del pelado mexicà en la seva lluita per superar-se i vèncer.

## Sinopsi
El venedor de neu de La Lagunilla, Roberto "El Kid" Terranova (David Silva), provoca una batalla campal en una sorra de boxa on és participant i després fuig a causa del creixent conflicte entre el públic i arriba a la seva casa; la seva mare el reconvé a fer les coses correctament i no buscar baralles i ell promet no tornar a barallar i torna a la seva vida tranquil·la de gelera acompanyada del seu íntim amic "El Jupa" (Fernando Soto "Mantequilla") i la seva xicota Lupita (Amanda del Llano). No obstant això, en un plet de carrer on un home maltractava a un nen i Roberto surt a defensar-lo, el Kid crida l'atenció d'un manager de boxa, el tío Rosas (Carlos Lopez Moctezuma), que decideix convertir-lo en un gran boxador.
Roberto, amb entrenament adequat, noqueja al cinquè pes lleuger del món, Zubieta, a qui havia conegut en uns cavallets de fira dies abans i amb qui va tenir una lleugera provocació. Davant un altre boxador, Ronda, que parla en anglès, Roberto s'acomplexa i és noquejat en mirar en plena baralla a la xicota estatunidenca del seu oponent. Roberto es vol retirar però Lupita el dissuadeix. Susana, jove de societat, sedueix Roberto després de veure'l noquejar a un filipí. Roberto va de mala gana a una gira als Estats Units aconseguida per Rosas mentre Susana, cansada d'ell, se'n va a Acapulco.
En tornar Roberto triomfant a Mèxic, Susana ja no vol res amb ell. Roberto provoca una baralla a casa d'ella i acaba a la presó, on Roses té interès a mantenir-lo fins a la seva nova trobada amb Ronda. En caure en plena baralla amb Ronda, Roberto s'assabenta que el seu contrincant manté una relació amb Susana; això li fa reposar-se i noquejar-lo. Roberto es dona a l'alcohol i cau en el més baix. En una cantina sent la transmissió de la trobada en què Zubieta guanya el campionat mundial i se sent avergonyit. Donya Graciela la seva mare, i Lupita troben Roberto i el convencen que torni a la seva antiga vida de venedor de neu.

## Repartiment
- David Silva - Roberto 'Kid' Terranova
- Amanda del Llano - Lupita
- Carlos López Moctezuma - Sr. Rosas
- Fernando Soto - El chupa
- Nelly Montiel - Susana
- Víctor Parra - Joe Ronda
- María Gentil Arcos - Doña Gracia, Mare de Roberto
- Pepe del Río - Juan Zubieta
- Félix Medel - Don Roque
- Aurora Cortés - Anastacia
- José Pardavé - Amic de Roberto
- Salvador Quiroz as President de la comissió de boxa
- Alberto Catalá - Second
- Bucky Gutierrez - Pilar, serventa
- Roberto Cañedo - Ordoñez
- Antonio Padilla 'Pícoro' - Presentador de baralles
- Carlos Aguirre - Amic de Susana
- Stephen Berne - Homre calb entrenant gimnàs
- Clifford Carr - Mr. Carr, representant de Ronda
- Fernando Curiel - Jorge
- Ramiro Gamboa - Locutor
- Leonor Gómez - Cuinera
- Alfonso Jiménez - Policia
- Ramón G. Larrea - Amic de Susana
- Pedro Mago Septien - Locutor
- Héctor Mateos - Venedor
- Ignacio Peón - Mesonero
- Estanislao Schillinsky - Mora
- Hernán Vera - Cantiner

## Recepció
Aquest melodrama es va estrenar amb retard i no va obtenir al principi major èxit del públic però la crítica no va trigar a advertir la seva importància: era probablement la millor pel·lícula d'ambient urbà i de barri feta fins al moment pel cinema mexicà.

## Reconeixements
- II edició dels Premis Ariel adjudicats:[4]
  - 1947 Ariel de Plataper Millor Actuació Masculina per David Silva.
  - 1947 "Ariel de Plata" per Millor Coactuació Masculina per Fernando Soto
  - 1947 "Ariel de Plata" per Millor Argument Original per Alejandro Galindo